# Profesionalen Futbolen Klub Beroe 2011-2012

## Rosa
| N. |                     | Ruolo | Calciatore        |
| -- | ------------------- | ----- | ----------------- |
| 1  | Bulgaria (bandiera) | P     | Martin Temenliev  |
| 2  | Bulgaria (bandiera) | D     | Zdravko Iliev     |
| 3  | Bulgaria (bandiera) | D     | Vladimir Zafirov  |
| 5  | Croazia (bandiera)  | D     | Vanja Džaferović  |
| 7  | Bulgaria (bandiera) | C     | Slavi Žekov       |
| 8  | Bulgaria (bandiera) | C     | Ivan Goranov      |
| 9  | Bulgaria (bandiera) | A     | Rangel Abušev     |
| 11 | Bulgaria (bandiera) | C     | Atanas Chipilov   |
| 16 | Bulgaria (bandiera) | C     | Stefan Velev      |
| 21 | Serbia (bandiera)   | C     | Slaven Stanković  |
| 25 | Bulgaria (bandiera) | D     | Miroslav Enchev   |
| 27 | Bulgaria (bandiera) | D     | Vladislav Yamukov |
| 28 | Bulgaria (bandiera) | D     | Veselin Penev     |

| N. |                       | Ruolo | Calciatore          |
| -- | --------------------- | ----- | ------------------- |
| 29 | Bulgaria (bandiera)   | C     | Ivo Gyurov          |
| 33 | Bulgaria (bandiera)   | P     | Teodor Skorchev     |
| 44 | Bulgaria (bandiera)   | C     | Viktor Sofroniev    |
| 71 | Bulgaria (bandiera)   | C     | Milen Tanev         |
| 80 | Bulgaria (bandiera)   | A     | Emil Angelov        |
| 88 | Bulgaria (bandiera)   | C     | Petar Dimitrov      |
| 99 | Bulgaria (bandiera)   | P     | Ivaylo Ivanov       |
|    | Bulgaria (bandiera)   | D     | Dimitar Vezalov     |
|    | Camerun (bandiera)    | D     | Dieudonné Owona     |
|    | Brasile (bandiera)    | C     | Elias               |
|    | Portogallo (bandiera) | C     | David Caiado        |
|    | Portogallo (bandiera) | C     | Fernando Livramento |